# 吕特延塞
吕特延塞是德国石勒苏益格－荷尔斯泰因州的一个市镇。总面积14.04平方公里，总人口3213人，其中男性1479人，女性1734人（2011年12月31日），人口密度229人/平方公里。